# 育野重一
育野 重一（いくの しげかず、1926年〈大正15年〉1月14日 - 2003年〈平成15年〉10月26日）は日本映画の美術監督。日本映画・テレビ美術監督協会常任理事。東京都出身。東宝連合技師会所属。

## 経歴
1950年、映画『また逢う日まで』に美術助手として参加。その後、美術助手として活動後、1962年に東宝の美術担当として専属契約。
1970年、美術監督集団コムを設立。
2003年10月26日に心不全の為死亡（享年77歳）。

## 代表作
- 1950年3月21日 - 「また逢う日まで」
- 1954年11月3日 - 「ゴジラ」[1]
- 1961年7月30日 - 「モスラ」
- 1962年6月1日 - 「どぶ鼠作戦」[1]
- 1962年10月20日 - 「やま猫作戦」
- 1963年8月11日 - 「マタンゴ」[1][2]
- 1966年5月28日 - 「アルプスの若大将」[1]
- 1966年11月20日 - 「お嫁においで」
- 1967年10月28日 - 「クレージーの怪盗ジバコ」
- 1968年3月16日 - 「100発100中 黄金の眼」
- 1969年2月15日 - 「愛のきずな」
- 1969年12月20日 - 「コント55号 宇宙大冒険」
- 1970年8月11日 - 「激動の昭和史 軍閥」[1]
- 1971年6月16日 - 「呪いの館 血を吸う眼」[1]
- 1974年6月29日 - 「青春の蹉跌」[1]
- 1982年12月18日 - 「三等高校生」
- 1983年4月9日 - 「小説吉田学校」[1]
- 1983年8月4日 - 「嵐を呼ぶ男」
- 1983年12月24日 - 「エル・オー・ヴイ・愛・N・G」
- 1984年8月11日 - 「零戦燃ゆ」
- 1985年1月26日 - 「愛・旅立ち」
- 1987年1月17日 - 「首都消失」
- 1987年9月12日 - 「この愛の物語」
- 1989年12月16日 - 「ゴジラvsビオランテ」[1][2]
- 1992年4月18日 - 「奇跡の山 さよなら、名犬平治」
- 1995年5月27日 - 「ひめゆりの塔」

## 受賞歴
- 1996年 - 第19回日本アカデミー賞優秀美術賞[4]